# Pulchroppia burckhardti
Pulchroppia burckhardti är en kvalsterart som beskrevs av Sandór Mahunka 1987. Pulchroppia burckhardti ingår i släktet Pulchroppia och familjen Oppiidae. Inga underarter finns listade i Catalogue of Life.